# Helmut Kindler
Helmut Kindler (* 3. Dezember 1912 in Berlin; † 15. September 2008 in Küsnacht, Schweiz) war ein deutscher Verleger und Autor.

## Leben
Kindler, Sohn eines preußischen Kriminalbeamten, verließ im Alter von sechzehn Jahren das Gymnasium, um in Erwin Piscators Theater am Nollendorfplatz zu volontieren. Von 1929 bis 1933 war er an verschiedenen Berliner Bühnen Regieassistent und wurde mit Schriftstellern wie Bertolt Brecht, Alfred Döblin, Hermann Kesten, mit Schauspielern wie Hans Schweikart, Peter Lorre, Fritz Kortner und Journalisten wie Sebastian Haffner oder Theodor Wolff bekannt.
1935 lernte Kindler über seine Jugendfreundin Ilse Stöbe den Journalisten Rudolf Herrnstadt kennen. Dadurch wurde er nebenher für die Komintern tätig und zum Kurier für jene Untergrundorganisation, die später als Rote Kapelle in die Geschichte einging.
1938 wurde er durch die Empfehlung Sebastian Haffners Redakteur und Hauptschriftleiter im Berliner Ullstein Verlag, bei dem er unter anderem eine Zeitschrift für Front und Heimat herausgab. Als Kriegsberichterstatter und Redakteur einer Soldatenzeitung in Warschau unterhielt er mit hohem Risiko ein Waffenlager für eine polnische Widerstandsgruppe. Im Herbst 1943 wurde er von der Gestapo verhaftet, vor dem Volksgerichtshof wegen „Hochverrat, Feindbegünstigung und Wehrkraftzersetzung“ angeklagt, aber nach anderthalb Jahren Haft wegen Mangels an Beweisen zu „Frontbewährung“ verurteilt. Kindler im Interview 1997: „Die Arbeit als Redakteur war nur dadurch erträglich, daß ich im Widerstand war. Meine Verhaftung im Herbst 1943 in Warschau erfolgte auf Grund meiner Zugehörigkeit zur Widerstandsgruppe Europäische Union.“ In einer ersten umfassenden Untersuchung konnte Simone Hannemann (nach Vorarbeiten des Robert-Havemann-Archivs) 2001 aus den Archivalien belegen, dass der Gruppe zeitweise auch Kindler angehörte.
Mit Heinz Ullstein gründete er 1946 in Berlin den Buchverlag Ullstein-Kindler-Verlag. Ende 1947 zog Kindler von Berlin nach München, worauf der Ullstein-Kindler-Verlag zwei Sitze hatte.
Nach dem Zweiten Weltkrieg war Kindler aktiv an der Gründung zweier Berliner Zeitungen, des Tagesspiegels und der Berliner Zeitung, beteiligt. Eine bereits vereinbarte Herausgabe des Romans „Mephisto“ wagte Kindler nach seinem Umzug von Berlin nach München nicht, nachdem ihn Leni Riefenstahl wegen seiner Kritik zur Produktion des Films Tiefland verklagt hatte und er vom Amtsgericht München 1949 wegen übler Nachrede verurteilt worden war. Ein ähnliches Verfahren ohne eigene Erfolgsaussichten befürchtete er auch in einem absehbaren Rechtsstreit mit Gustaf Gründgens, wenn er versuchte Klaus Manns „Mephisto“ in Westdeutschland zu veröffentlichen. Klaus Mann antwortete auf Kindlers Absage bitter: „Ich weiß nicht, was mich mehr frappiert, die Niedrigkeit Ihrer Gesinnung oder die Naivität, mit der Sie diese zugeben.“ Von 1949 an wirkte er als Herausgeber der Illustrierten Revue in München.
Im Frühjahr 1951 kamen in dem neu gegründeten Kindler Verlag als erstes Buch die sog. Memoiren von Ferdinand Sauerbruch heraus, die mit 1,5 Millionen verkauften Exemplaren der erfolgreichste Titel des Verlags wurden.
Mit Biographien, Werken zum Zeitgeschehen und großen Enzyklopädien wurde das Unternehmen zu einem der bedeutendsten deutschen Traditionshäuser nach dem Zweiten Weltkrieg. Zu Kindlers Autoren gehörten Willy Brandt, Ludwig Marcuse, Fritz Kortner, Walter Jens, Robert Jungk, Albert Schweitzer, nicht zuletzt Eugen Kogon (mit Der SS-Staat – Das System der deutschen Konzentrationslager) und Sebastian Haffner (mit Anmerkungen zu Hitler).
1955 nannte er den Buchverlag in Kindler Verlag um, um ihn vom Zeitschriftenverlag Kindler & Schiermeyer Verlag abzugrenzen. 1955 gründete Kindler die Kultur-Zeitschrift Das Schönste und 1956 die heute noch herausgegebene Jugendzeitschrift Bravo. In dieser Zeit stiftete der Verleger den Albert-Schweitzer-Buchpreis.
Kindlers Lebensleistung wird von großen Reihenwerken, vielbändigen Lexika und Enzyklopädien gekrönt, die den wagemutigen Verleger jeweils bis zur Grenze seiner finanziellen Leistungsfähigkeit belasteten. Nicht zuletzt wegen solch risikoreicher Projekte musste Kindler 1977 seinen Verlag schließlich in die Verlagsgruppe Georg von Holtzbrinck eingliedern.
Kindler gehörte dem Kuratorium der 1959 gegründeten Deutsch-Israelischen Studiengruppe München an, die sich in München für die NS-Aufarbeitung, gegen den Antisemitismus und für die Annäherung mit Israel engagierte.
Kindler war zweimal verheiratet: mit Nina Raven-Kindler (von 1947 bis 1996) und Maria Kindler-Reese (von 1998 bis zu seinem Tod 2008).

## Ehrungen
- 2003: Verdienstkreuz 1. Klasse der Bundesrepublik Deutschland

## Schriften (Auswahl)
- Zum Abschied ein Fest: die Autobiographie eines deutschen Verlegers. Kindler, München 1991, ISBN 3-463-40131-2 (vollst. als TB: Droemer Knaur, München 1992, ISBN 3-426-75042-2)
- Leg mich wie ein Siegel auf dein Herz. Ein Indizien-Roman über die kinderreiche „Heilige Familie“ in Nazareth. Kindler, München 1997, ISBN 3-463-40313-7